# راي تورو
راي تورو (بالإنجليزية: Ray Toro)‏ هو عازف قيثارة وكاتب أغاني وموسيقي أمريكي، ولد في 15 يوليو 1977 في نيوآرك في الولايات المتحدة.

## وصلات خارجية
- الموقع الرسمي
- راي تورو على موقع IMDb (الإنجليزية)
- راي تورو على موقع ميوزك برينز (الإنجليزية)
- راي تورو على موقع إن إن دي بي (الإنجليزية)
- راي تورو على موقع أول ميوزيك (الإنجليزية)
- راي تورو على موقع ديسكوغز (الإنجليزية)
- راي تورو على موقع قاعدة بيانات الفيلم (الإنجليزية)